# 黑丽蛛
黑丽蛛（学名：Chrysso nigra），又名黑色金姬蛛、長尾擬姬蜘蛛、尾丘腹蛛，为球蛛科丽蛛属的动物。分布于斯里兰卡、马来西亚、印度尼西亚、台湾岛以及中国大陆的海南、广西等地，主要栖息于灌木林以及在树叶下结不规则网。
其种加词“nigra”意为“黑色的，暗色的”。